# 勒格蘭德鎮區 (愛荷華州馬歇爾縣)
勒格蘭德鎮區（英語：Le Grand Township）是位於美國愛荷華州馬歇爾縣的一個行政鎮區。

## 地方資料
根據2010年美國人口普查的數據，勒格蘭德鎮區的面積為92.49平方千米，當中陸地面積為92.44平方千米，而水域面積為0.05平方千米。當地共有人口1577人，而人口密度為每平方千米17.05人。